# Großer Preis von Deutschland 1974
Der Große Preis von Deutschland 1974 (offiziell XXXVI Großer Preis von Deutschland) fand am 4. August auf dem Nürburgring in Nürburg statt und war das elfte Rennen der Automobil-Weltmeisterschaft 1974. Das Rennen hatte auch den FIA-Ehrentitel Großer Preis von Europa.

## Berichte

### Hintergrund
Der Trend der hohen Teilnehmerzahlen in der Saison 1974 hielt auch beim Deutschland-GP auf dem Nürburgring an. 31 Fahrer versuchten während der Trainingseinheiten, einen der 26 Startplätze für das Rennen zu erreichen. Einzelne Meldungen wiesen die Organisatoren bereits im Vorfeld zurück. Dies betraf u. a. die Scuderia Finotto, die einen Brabham BT42 für den deutschen Rennfahrer Manfred Mohr gemeldet hatte.
Bis auf wenige Ausnahmen erschienen die Teams mit der gleichen Fahrerbesetzung wie beim Großen Preis von Großbritannien zwei Wochen zuvor. Das zweite Cockpit des Teams Frank Williams Racing Cars, das wie üblich an zahlende Gaststarter vergeben wurde, erhielt an diesem Wochenende der Debütant Jacques Laffite. Bei Token Racing wurde David Purley durch Ian Ashley ersetzt, der ebenfalls erstmals auf der Meldeliste für einen Grand Prix stand.
Das Amon-Team war zum ersten Mal seit dem Großen Preis von Monaco wieder anwesend. Da Chris Amon gesundheitlich angeschlagen war, übernahm der dritte Debütant des Wochenendes, Larry Perkins, dessen Wagen während des Trainings.
Mike Hailwood bestritt seinen 50. Grand Prix.

### Training
Das Training begann mit einem schweren Unfall des Maki-Piloten Howden Ganley im Streckenabschnitt Hatzenbach. Aufgrund der dabei erlittenen Verletzungen konnte er am weiteren Verlauf des Rennwochenendes nicht teilnehmen.
Die beiden Ferrari 312B3 erzielten die besten Rundenzeiten, wobei sowohl Niki Lauda, der die vierte Pole-Position in Folge erreichte, als auch Clay Regazzoni die Sieben-Minuten-Grenze um nur wenige Zehntelsekunden verpassten. Es folgten Emerson Fittipaldi und Jody Scheckter in der zweiten Startreihe. Somit belegten die vier aussichtsreichsten Piloten im Kampf um die Weltmeisterschaft die ersten vier Startplätze.
Patrick Depailler und Carlos Reutemann bildeten die dritte Reihe vor Denis Hulme und Ronnie Peterson.

### Rennen
Da Lauda schlecht startete, übernahm Regazzoni sofort die Führung, die er für den Rest des Nachmittags nicht mehr abgab. Beim Versuch, verlorenen Boden gutzumachen, kollidierte Lauda nach wenigen Metern mit Scheckter und schied aus. Scheckter konnte das Rennen hingegen unbeeinflusst fortsetzen. Er hielt seine zweite Position bis ins Ziel, ebenso wie Reutemann, der auf dem dritten Rang lag.
Fittipaldi war ebenfalls kein guter Start gelungen, was von Hulme, der vom siebten Platz aus deutlich besser gestartet war, übersehen wurde. Die beiden Teamkollegen kollidierten, woraufhin Fittipaldi das Rennen zunächst fortsetzen konnte. Hulme hingegen stieg aus und wechselte ins T-Car. Wegen dieses Regelverstoßes wurde er nach zwei Runden disqualifiziert. Ebenfalls in der zweiten Runde schied Fittipaldi wegen eines Aufhängungsschadens als Folge der Kollision aus. Zuvor hatte er bereits über weite Teile der extrem langen Strecke mit einem Reifenschaden zurück zur Box fahren müssen.
Bis zur sechsten Runde lag Jochen Mass auf dem vierten Rang. Dann wurde er von den beiden Lotus-Piloten Jacky Ickx und Peterson überholt. Er schaffte es noch, den Schweden erneut zu überholen, bevor sein Motor in der elften Runde versagte. Dadurch gelangte Hailwood auf den sechsten Rang, den er bis zur vorletzten Runde hielt. Dann verlor er nach einer Sprungkuppe im Streckenabschnitt Pflanzgarten die Kontrolle über seinen Wagen und verunglückte schwer. Die daraus resultierenden Verletzungen beendeten seine Formel-1-Karriere.
Regazzoni übernahm mit seinem insgesamt zweiten Sieg nach dem Großen Preis von Italien 1970 wieder die Führung in der Weltmeisterschaft. Tom Pryce errang als Sechster seinen ersten WM-Punkt.

## Meldeliste
| Team                            | Nr. | Fahrer               | Chassis           | Motor                    | Reifen |
| ------------------------------- | --- | -------------------- | ----------------- | ------------------------ | ------ |
| John Player Team Lotus          | 01  | Ronnie Peterson      | Lotus 76          | Ford Cosworth DFV 3.0 V8 | G      |
| John Player Team Lotus          | 02  | Jacky Ickx           | Lotus 72E         | Ford Cosworth DFV 3.0 V8 | G      |
| Elf Team Tyrrell                | 03  | Jody Scheckter       | Tyrrell 007       | Ford Cosworth DFV 3.0 V8 | G      |
| Elf Team Tyrrell                | 04  | Patrick Depailler    | Tyrrell 007       | Ford Cosworth DFV 3.0 V8 | G      |
| Marlboro Team Texaco            | 05  | Emerson Fittipaldi   | McLaren M23       | Ford Cosworth DFV 3.0 V8 | G      |
| Marlboro Team Texaco            | 06  | Denis Hulme          | McLaren M23       | Ford Cosworth DFV 3.0 V8 | G      |
| Yardley Team McLaren            | 33  | Mike Hailwood        | McLaren M23       | Ford Cosworth DFV 3.0 V8 | G      |
| Motor Racing Developments       | 07  | Carlos Reutemann     | Brabham BT44      | Ford Cosworth DFV 3.0 V8 | G      |
| Motor Racing Developments       | 08  | Carlos Pace          | Brabham BT44      | Ford Cosworth DFV 3.0 V8 | G      |
| March Engineering               | 09  | Hans-Joachim Stuck   | March 741         | Ford Cosworth DFV 3.0 V8 | G      |
| March Engineering               | 10  | Vittorio Brambilla   | March 741         | Ford Cosworth DFV 3.0 V8 | G      |
| Scuderia Ferrari SpA SEFAC      | 11  | Clay Regazzoni       | Ferrari 312B3     | Ferrari 001/11 3.0 F12   | G      |
| Scuderia Ferrari SpA SEFAC      | 12  | Niki Lauda           | Ferrari 312B3     | Ferrari 001/11 3.0 F12   | G      |
| Team Motul B.R.M.               | 14  | Jean-Pierre Beltoise | BRM P201          | BRM P200 3.0 V12         | F      |
| Team Motul B.R.M.               | 15  | Henri Pescarolo      | BRM P201          | BRM P200 3.0 V12         | F      |
| Team Motul B.R.M.               | 37  | François Migault     | BRM P160E         | BRM P142 3.0 V12         | F      |
| UOP Shadow Racing Team          | 16  | Tom Pryce            | Shadow DN3        | Ford Cosworth DFV 3.0 V8 | G      |
| UOP Shadow Racing Team          | 17  | Jean-Pierre Jarier   | Shadow DN3        | Ford Cosworth DFV 3.0 V8 | G      |
| Bang & Olufsen Team Surtees     | 18  | Derek Bell           | Surtees TS16      | Ford Cosworth DFV 3.0 V8 | F      |
| Bang & Olufsen Team Surtees     | 19  | Jochen Mass          | Surtees TS16      | Ford Cosworth DFV 3.0 V8 | F      |
| Frank Williams Racing Cars      | 20  | Arturo Merzario      | Iso-Marlboro FW03 | Ford Cosworth DFV 3.0 V8 | F      |
| Frank Williams Racing Cars      | 21  | Jacques Laffite      | Iso-Marlboro FW02 | Ford Cosworth DFV 3.0 V8 | F      |
| Team Ensign                     | 22  | Vern Schuppan        | Ensign N174       | Ford Cosworth DFV 3.0 V8 | F      |
| Trojan Tauranac Racing          | 23  | Tim Schenken         | Trojan T103       | Ford Cosworth DFV 3.0 V8 | F      |
| Hesketh Racing                  | 24  | James Hunt           | Hesketh 308       | Ford Cosworth DFV 3.0 V8 | G      |
| Maki Engineering                | 25  | Howden Ganley        | Maki F101         | Ford Cosworth DFV 3.0 V8 | F      |
| Embassy Racing with Graham Hill | 26  | Graham Hill          | Lola T370         | Ford Cosworth DFV 3.0 V8 | F      |
| Embassy Racing with Graham Hill | 27  | Guy Edwards          | Lola T370         | Ford Cosworth DFV 3.0 V8 | F      |
| John Goldie Racing with Hexagon | 28  | John Watson          | Brabham BT42      | Ford Cosworth DFV 3.0 V8 | F      |
| Chris Amon Racing               | 30  | Chris Amon           | Amon AF101        | Ford Cosworth DFV 3.0 V8 | F      |
| Chris Amon Racing               | 30  | Larry Perkins        | Amon AF101        | Ford Cosworth DFV 3.0 V8 | F      |
| Token Racing                    | 32  | Ian Ashley           | Token RJ02        | Ford Cosworth DFV 3.0 V8 | F      |

Anmerkungen
1. ↑  Amon trat seinen Wagen mit der Startnummer 30 während des Trainings wegen Übelkeit an Perkins ab.

## Klassifikationen

### Startaufstellung
| Pos. | Fahrer               | Konstrukteur | Zeit    | Ø-Geschwindigkeit | Start |
| ---- | -------------------- | ------------ | ------- | ----------------- | ----- |
| 01   | Niki Lauda           | Ferrari      | 7:00,8  | 195,356 km/h      | 01    |
| 02   | Clay Regazzoni       | Ferrari      | 7:01,1  | 195,217 km/h      | 02    |
| 03   | Emerson Fittipaldi   | McLaren-Ford | 7:02,3  | 194,663 km/h      | 03    |
| 04   | Jody Scheckter       | Tyrrell-Ford | 7:03,4  | 194,157 km/h      | 04    |
| 05   | Patrick Depailler    | Tyrrell-Ford | 7:06,2  | 192,881 km/h      | 05    |
| 06   | Carlos Reutemann     | Brabham-Ford | 7:07,2  | 192,430 km/h      | 06    |
| 07   | Denis Hulme          | McLaren-Ford | 7:08,8  | 191,712 km/h      | 07    |
| 08   | Ronnie Peterson      | Lotus-Ford   | 7:09,0  | 191,622 km/h      | 08    |
| 09   | Jacky Ickx           | Lotus-Ford   | 7:09,1  | 191,578 km/h      | 09    |
| 10   | Jochen Mass          | Surtees-Ford | 7:09,8  | 191,266 km/h      | 10    |
| 11   | Tom Pryce            | Shadow-Ford  | 7:09,9  | 191,221 km/h      | 11    |
| 12   | Mike Hailwood        | McLaren-Ford | 7:10,1  | 191,132 km/h      | 12    |
| 13   | James Hunt           | Hesketh-Ford | 7:10,4  | 190,999 km/h      | 13    |
| 14   | John Watson          | Brabham-Ford | 7:10,51 | 190,950 km/h      | 14    |
| 15   | Jean-Pierre Beltoise | B.R.M.       | 7:10,53 | 190,941 km/h      | 15    |
| 16   | Arturo Merzario      | Iso-Ford     | 7:11,2  | 190,645 km/h      | 16    |
| 17   | Carlos Pace          | Brabham-Ford | 7:12,7  | 189,984 km/h      | 17    |
| 18   | Jean-Pierre Jarier   | Shadow-Ford  | 7:14,9  | 189,023 km/h      | 18    |
| 19   | Graham Hill          | Lola-Ford    | 7:15,5  | 188,762 km/h      | 19    |
| 20   | Hans-Joachim Stuck   | March-Ford   | 7:16,0  | 188,546 km/h      | 20    |
| 21   | Jacques Laffite      | Iso-Ford     | 7:17,6  | 187,856 km/h      | 21    |
| 22   | Vern Schuppan        | Ensign-Ford  | 7:20,81 | 186,489 km/h      | 22    |
| 23   | Vittorio Brambilla   | March-Ford   | 7:20,88 | 186,459 km/h      | 23    |
| 24   | Henri Pescarolo      | B.R.M.       | 7:20,9  | 186,450 km/h      | 24    |
| 25   | Derek Bell           | Surtees-Ford | 7:22,0  | 185,986 km/h      | 25    |
| 26   | Ian Ashley           | Token-Ford   | 7:25,6  | 184,484 km/h      | 26    |
| DNQ  | François Migault     | B.R.M.       | 7:26,5  | 184,112 km/h      | –     |
| DNQ  | Tim Schenken         | Trojan-Ford  | 7:29,1  | 183,046 km/h      | –     |
| DNQ  | Guy Edwards          | Lola-Ford    | 7:31,5  | 182,073 km/h      | –     |
| DNQ  | Larry Perkins        | Amon-Ford    | 7:46,2  | 176,332 km/h      | –     |
| DNQ  | Chris Amon           | Amon-Ford    | 8:26,2  | 162,398 km/h      | –     |
| DNQ  | Howden Ganley        | Maki-Ford    | –       | –                 | –     |

### Rennen
| Pos. | Fahrer               | Konstrukteur | Runden | Stopps | Zeit      | Start | Schnellste Runde |
| ---- | -------------------- | ------------ | ------ | ------ | --------- | ----- | ---------------- |
| 01   | Clay Regazzoni       | Ferrari      | 14     | 0      | 1:41:35,0 | 02    |                  |
| 02   | Jody Scheckter       | Tyrrell-Ford | 14     | 0      | + 50,7    | 04    | 7:11,1 (11.)     |
| 03   | Carlos Reutemann     | Brabham-Ford | 14     | 0      | + 1:23,3  | 06    |                  |
| 04   | Ronnie Peterson      | Lotus-Ford   | 14     | 0      | + 1:24,2  | 08    |                  |
| 05   | Jacky Ickx           | Lotus-Ford   | 14     | 0      | + 1:25,0  | 09    |                  |
| 06   | Tom Pryce            | Shadow-Ford  | 14     | 0      | + 2:18,1  | 11    |                  |
| 07   | Hans-Joachim Stuck   | March-Ford   | 14     | 0      | + 2:58,7  | 20    |                  |
| 08   | Jean-Pierre Jarier   | Shadow-Ford  | 14     | 0      | + 3:25,9  | 18    |                  |
| 09   | Graham Hill          | Lola-Ford    | 14     | 0      | + 3:26,4  | 19    |                  |
| 10   | Henri Pescarolo      | B.R.M.       | 14     | 0      | + 4:17,7  | 24    |                  |
| 11   | Derek Bell           | Surtees-Ford | 14     | 0      | + 5:17,7  | 25    |                  |
| 12   | Carlos Pace          | Brabham-Ford | 14     | 0      | + 6:26,3  | 17    |                  |
| 13   | Vittorio Brambilla   | March-Ford   | 14     | 0      | + 8:43,1  | 23    |                  |
| 14   | Ian Ashley           | Token-Ford   | 13     | 0      | + 1 Runde | 26    |                  |
| 15   | Mike Hailwood        | McLaren-Ford | 12     | 0      | DNF       | 12    |                  |
| –    | Jochen Mass          | Surtees-Ford | 10     | 0      | DNF       | 13    |                  |
| –    | James Hunt           | Hesketh-Ford | 10     | 0      | DNF       | 10    |                  |
| –    | Patrick Depailler    | Tyrrell-Ford | 5      | 0      | DNF       | 05    |                  |
| –    | Arturo Merzario      | Iso-Ford     | 5      | 0      | DNF       | 16    |                  |
| –    | Jean-Pierre Beltoise | B.R.M.       | 4      | 0      | DNF       | 15    |                  |
| –    | Vern Schuppan        | Ensign-Ford  | 4      | 0      | DNF       | 22    |                  |
| –    | Emerson Fittipaldi   | McLaren-Ford | 2      | 1      | DNF       | 03    |                  |
| –    | Jacques Laffite      | Iso-Ford     | 2      | 0      | DNF       | 21    |                  |
| –    | John Watson          | Brabham-Ford | 1      | 0      | DNF       | 14    |                  |
| –    | Niki Lauda           | Ferrari      | 0      | 0      | DNF       | 01    |                  |
| DSQ  | Denis Hulme          | McLaren-Ford | 2      | –      | –         | 07    |                  |

## WM-Stände nach dem Rennen
Die ersten sechs des Rennens bekamen 9, 6, 4, 3, 2 bzw. 1 Punkt(e). In der Konstrukteurswertung zählten nur die Punkte des bestplatzierten Fahrers eines Teams. Es zählten nur die besten sieben Ergebnisse aus den ersten acht Rennen und die besten sechs aus den letzten sieben Rennen. Streichresultate sind in Klammern gesetzt.

### Fahrerwertung
| Pos. | Fahrer               | Konstrukteur                | Punkte |
| ---- | -------------------- | --------------------------- | ------ |
| 01   | Clay Regazzoni       | Ferrari                     | 44     |
| 02   | Jody Scheckter       | Tyrrell-Ford                | 41     |
| 03   | Niki Lauda           | Ferrari                     | 38     |
| 04   | Emerson Fittipaldi   | McLaren-Ford                | 37     |
| 05   | Ronnie Peterson      | Lotus-Ford                  | 22     |
| 06   | Carlos Reutemann     | Brabham-Ford                | 14     |
| 07   | Jacky Ickx           | Lotus-Ford                  | 12     |
| 08   | Mike Hailwood        | McLaren-Ford                | 12     |
| 09   | Denis Hulme          | McLaren-Ford                | 12     |
| 10   | Patrick Depailler    | Tyrrell-Ford                | 11     |
| 11   | Jean-Pierre Beltoise | B.R.M.                      | 10     |
| 12   | Jean-Pierre Jarier   | Shadow-Ford                 | 6      |
| 13   | Hans-Joachim Stuck   | March-Ford                  | 5      |
| 14   | James Hunt           | March-Ford / Hesketh-Ford   | 4      |
| 15   | Carlos Pace          | Surtees-Ford / Brabham-Ford | 3      |
| 16   | Arturo Merzario      | Iso-Ford                    | 1      |
| 17   | John Watson          | Brabham-Ford                | 1      |
| 18   | Graham Hill          | Lola-Ford                   | 1      |
| 19   | Tom Pryce            | Token-Ford / Shadow-Ford    | 1      |
| 20   | Brian Redman         | Shadow-Ford                 | 0      |
| 21   | Howden Ganley        | March-Ford                  | 0      |
| 22   | Guy Edwards          | Lola-Ford                   | 0      |
| 23   | Tom Belsø            | Iso-Ford                    | 0      |
| 24   | Henri Pescarolo      | B.R.M.                      | 0      |

| Pos. | Fahrer             | Konstrukteur | Punkte |
| ---- | ------------------ | ------------ | ------ |
| 25   | Vittorio Brambilla | March-Ford   | 0      |
| 26   | Rikky von Opel     | Brabham-Ford | 0      |
| 27   | Tim Schenken       | Trojan-Ford  | 0      |
| 28   | Derek Bell         | Surtees-Ford | 0      |
| 29   | Ian Scheckter      | Lotus-Ford   | 0      |
| 30   | Jochen Mass        | Surtees-Ford | 0      |
| 31   | Eddie Keizan       | Tyrrell-Ford | 0      |
| 32   | Gijs van Lennep    | Iso-Ford     | 0      |
| 33   | François Migault   | B.R.M.       | 0      |
| 34   | Richard Robarts    | Brabham-Ford | 0      |
| 35   | Ian Ashley         | Token-Ford   | 0      |
| 36   | Vern Schuppan      | Ensign-Ford  | 0      |
| 37   | Teddy Pilette      | Brabham-Ford | 0      |
| 38   | Dave Charlton      | McLaren-Ford | 0      |
| 39   | Peter Revson †     | Shadow-Ford  | 0      |
| 40   | Paddy Driver       | Lotus-Ford   | 0      |
| –    | Chris Amon         | Amon-Ford    | 0      |
| –    | Gérard Larrousse   | Brabham-Ford | 0      |
| –    | Reine Wisell       | March-Ford   | 0      |
| –    | Leo Kinnunen       | Surtees-Ford | 0      |
| –    | Bertil Roos        | Shadow-Ford  | 0      |
| –    | Peter Gethin       | Lola-Ford    | 0      |
| –    | Jacques Laffite    | Iso-Ford     | 0      |

### Konstrukteurswertung
| Pos. | Konstrukteur | Punkte  |
| ---- | ------------ | ------- |
| 01   | Ferrari      | 57      |
| 02   | McLaren-Ford | 49 (51) |
| 03   | Tyrrell-Ford | 45      |
| 04   | Lotus-Ford   | 29      |
| 05   | Brabham-Ford | 15      |
| 06   | B.R.M.       | 10      |
| 07   | Shadow-Ford  | 7       |
| 08   | March-Ford   | 5       |

| Pos. | Konstrukteur | Punkte |
| ---- | ------------ | ------ |
| 09   | Hesketh-Ford | 4      |
| 10   | Surtees-Ford | 3      |
| 11   | Iso-Ford     | 1      |
| 12   | Lola-Ford    | 1      |
| 13   | Trojan-Ford  | 0      |
| 14   | Ensign-Ford  | 0      |
| –    | Amon-Ford    | 0      |
| –    | Token-Ford   | 0      |